# 畢竟容
畢竟容（1505年—？），字仁叔，江西廣信府貴溪縣人，軍籍，明朝政治人物。

## 生平
嘉靖七年（1528年）戊子科江西鄉試第十七名舉人。嘉靖十七年（1538年）中式戊戌科會試第八十名，登第二甲第三十七名進士。授兵部主事，历官滁州知州、嘉兴府知府、山西按察司副使、广东布政司参政。

## 家族
曾祖畢璡；祖父畢鋞；父畢寅卿，母花氏；繼母鄭氏。具庆下。弟畢竟可。